# Dödliga mediciner och organiserad brottslighet
Dödliga mediciner och organiserad brottslighet: hur läkemedelsindustrin har korrumperat sjuk- och hälsovården är en bok av den danske professorn, läkaren och forskaren Peter C. Gøtzsche. Boken är en kritisk granskning av läkemedelsindustrin.